# 田浪和生
田浪 和生（たなみ かずお、1946年 - ）は、愛媛県出身の日本の知的財産学者、技術経営学者。大阪工業大学名誉教授。元知的財産学部長・元知的財産専門職大学院研究科長。大阪産業振興機構知的財産専門家派遣事業審査委員会元委員長。近畿地域知的財産戦略基礎調査事業検討会議元委員。日本知財学会第10回年次学術研究発表会2012大会実行委員長。元近畿知財塾コーディネータ。  
専門は、知的財産経営戦略、技術経営(MOT)/技術マネジメント、知的財産権利取得/行使/活用（ライセンス・訴訟等）、知財/特許情報管理。

## 略歴
1970年横浜国立大学工学部機械工学科卒業。キヤノンに入社し、知的財産・特許・ビジネス事業戦略業務に従事。特許部門にて30年以上にわたり、同社の知的財産関連業務を担当し、発明の発掘から権利化・維持までの業務、国内・海外企業とのクロスライセンス契約、特許侵害訴訟、模倣品対策、および社内の発明規程の策定など、企業における知的財産管理実務を包括的に経験。2000年同社知的財産法務本部契約・渉外センター所長。
2003年大阪工業大学知的財産学部助教授。2005年同大学知的財産専門職大学院教授。2011年同大学知的財産学部長兼大学院知的財産研究科長。2015年同大学名誉教授。
大阪工業大学において、2003年開設の日本初の知的財産学部および2005年開設の知的財産専門職大学院の初期の知財経営学・技術経営(MOT)教育の育成に貢献した
。
主な所属学会は、日本知財学会、日本ライセンス協会、日本情報経営学会など。 
主な著書は、誰でもわかる知的財産入門（石井正らとの共著、日本電気協会新聞部2005、学術書）。
知的財産の対外啓蒙活動として、日本経済新聞社主催の日経ユニバーシティー・コンソーシアム2012「知的財産からみたグローバル時代に求められる人財育成」 〜大阪工業大学知的財産学部10周年記念シンポジウムでパネリストとして登壇、大阪府工業協会主催近畿経済産業局後援の「知的財産研究会2014 〜これからの知財保護・活用戦略を考える」でコーディネータを務めている。また、知的財産教育研究・専門職大学院協議会（現在の知的財産大学院協議会）設立発起人の1人として知的財産専門職大学院の認知に貢献している。